# Avenida José Manuel Estrada
La Avenida José Manuel Estrada es una avenida cordobesa totalmente asfaltada, que pasa por el área del barrio Nueva Córdoba de esta ciudad argentina. La misma tiene un recorrido de 350 m y se extiende desde la intersección de la calle Independencia como continuación de la Avenida Juan M. de Pueyrredón hasta la rotonda la Plaza España. La avenida tiene tres carriles por mano.

## Toponimia
La avenida lleva este nombre en honor Manuel Estrada quien fue un abogado, escritor y político argentino, eminente orador, representante del pensamiento católico.